# Papamosques d'Indoxina
El papamosques d'Indoxina (Cyornis sumatrensis) és una espècie d'ocell de la família dels muscicàpids (Muscicapidae) del sud-est asiàtic. Es troba des del sud de Myanmar i la península de Malaca fins a Indoxina i el nord-est de l'illa de Sumatra. Habita les zones humides i els boscos tropicals i subtropicals de frondoses humits. El seu estat de conservació és de risc mínim.